# Château d'Alleuze
Le château d'Alleuze est un ancien château fort médiéval, remanié et restauré à plusieurs reprises et dont l'origine remonte au XIIe siècle, qui se dresse sur la commune française d'Alleuze dans le département du Cantal, en région Auvergne-Rhône-Alpes.
Cet édifice est aujourd'hui en ruine et maintenu dans cet état. Il est accompagné de la chapelle Saint-Illide, reconstruite au XVe siècle.
Les vestiges du château font l’objet d’une inscription au titre des monuments historiques par arrêté du 9 mars 1927.

## Localisation
Le château d'Alleuze est situé dans le département français du Cantal sur la commune d'Alleuze, sur un promontoire dominant la rivière d'Alleuze dont la partie terminale fait partie de la retenue du barrage de Grandval.
Le château d'Alleuze se situe en contrebas du village de la Barge. Très isolé, loin des lieux habités, ce qui l'a sauvé de la destruction complète, Alleuze n'a jamais été la résidence d'un roi : il était habité par des soldats et leurs capitaines. Son but était de défendre une position militaire stratégique.

## Historique
Possédé au XIIe siècle par Béraud VIII de Mercœur, connétable d'Auvergne, seigneur d'Aubijoux et d'Alleuze, il fut ensuite la possession des évêques de Clermont. C'était un des postes avancés de la citadelle de Saint-Flour.
En 1277, Guy de la Tour, évêque de Clermont, obtient le village de la Barge ; le château est mentionné dans le contrat. Ce dernier subit alors plusieurs transfomations pour en faire un avant-poste protecteur,. De nos jours, il ne reste de cette époque que les vestiges du niveau inférieur.
Au cours de la guerre de Cent Ans, en 1382, Aymerigot Marchès, mercenaire au service de l'Angleterre, avec douze de ses hommes, s'empare d'Alleuze qui n'est gardé que par le portier et son épouse ; ce dernier aurait été blessé par le tir d'un arbalétrier. Pour d'autres, la prise du château, en 1383, est le fait de Bernard de Garlan, routier d'origine bretonne, du parti des Anglais ; la garnison n'étant que de trois hommes. Garlan sema la terreur dans toute la région et ce n'est qu'à prix d'or que l'on parvient à le déloger. C'est Jean de Blaisy qui, en 1390, réussit à négocier cette évacuation au nom du roi de France. Pour éviter que Garlan ait des successeurs, les habitants de Saint-Flour incendient le château en 1405. Monseigneur de la Tour, propriétaire du château, très mécontent de ces déprédations, obligea les sanflorains à le reconstruire.
Pierre Mercier (figure populaire de l'époque) fait courir la rumeur que les Anglais étaient là le 1er juin 1405 et déclenche la panique à Saint-Flour. Il part donc pour Alleuze pour détruire le château prétendument pris par les Anglais. Le château d’Alleuze se retrouve détruit. Bernard de Garlan porte plainte contre Pierre Mercier et Jean Saysset, cette affaire part en procès. La ville de Saint-Flour perd ce procès et doit reconstruire le château. Mercier et Saysset se retrouvent assignés en 1408. Henri de La Tour est décédé en 1415.
Pris par les Huguenots en 1575, les tours du château furent utilisées comme geôles par les évêques de Clermont.
Archambaud de Bourbon a acheté le château à la puissante famille de Mercœur pour le doter de soldats qui sont sur place en permanence pour assurer la sureté de la place de Saint-Flour.

## Description
Le château d'Alleuze est un château fort au plan caractéristique des édifices construits au XIVe siècle : un plan carré, flanqué aux angles de tours rondes. Après sa destruction en 1405 par les Sanflorains, il fut rebâti en 1411 sur le même plan.

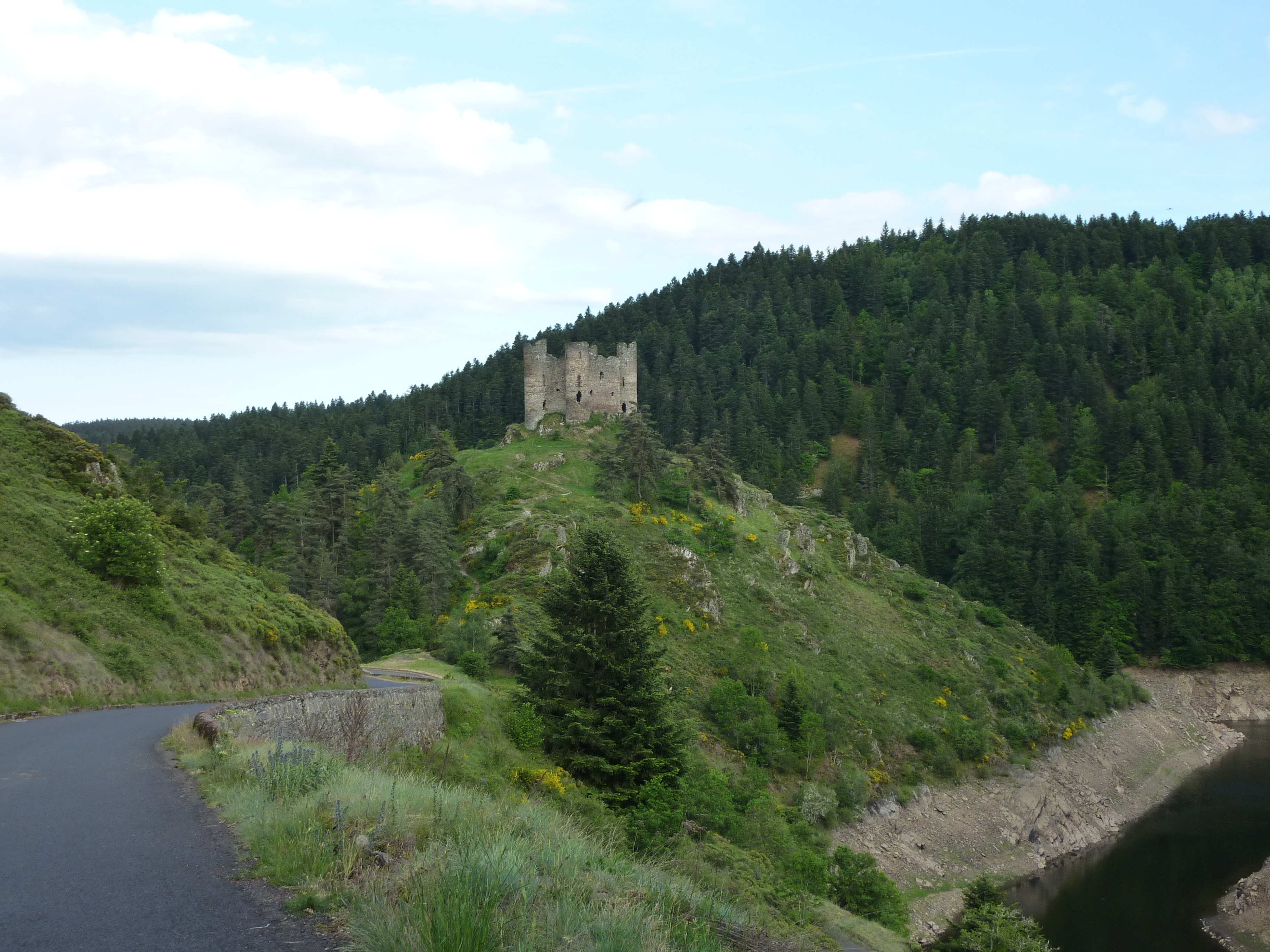
La rivière d'Alleuze et le château d'Alleuze.
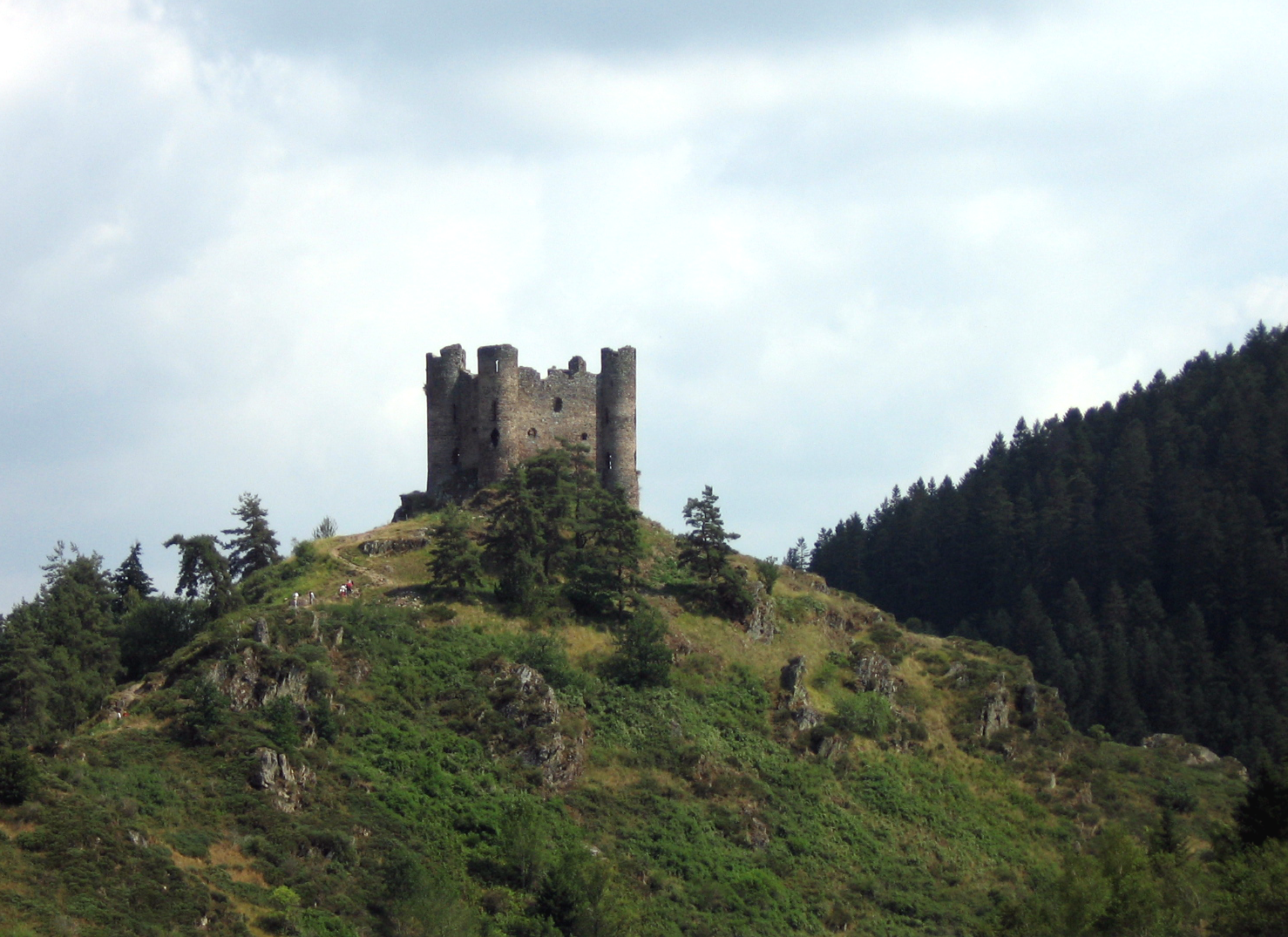
Château d'Alleuze.
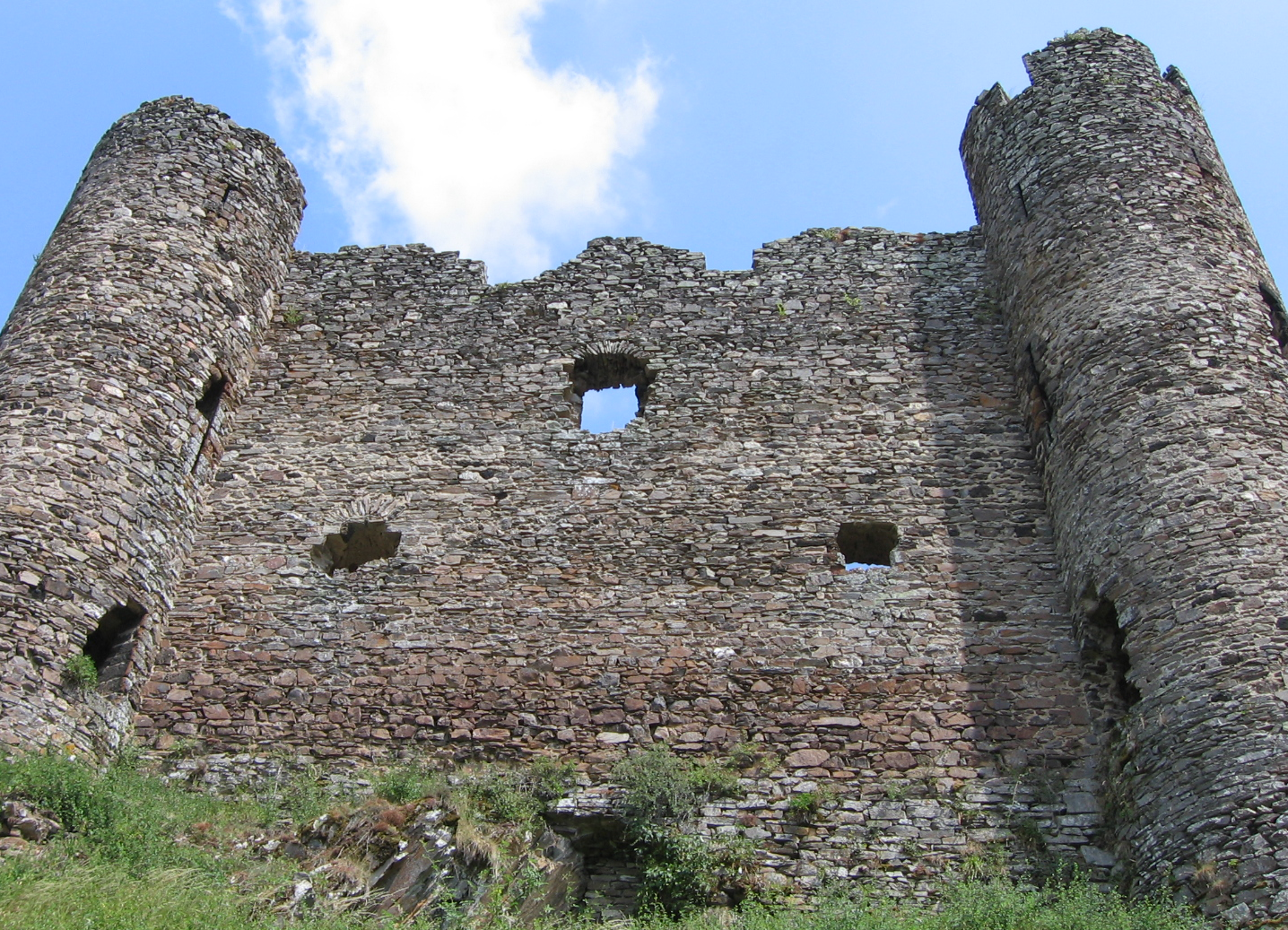
Château d'Alleuze (face ouest).
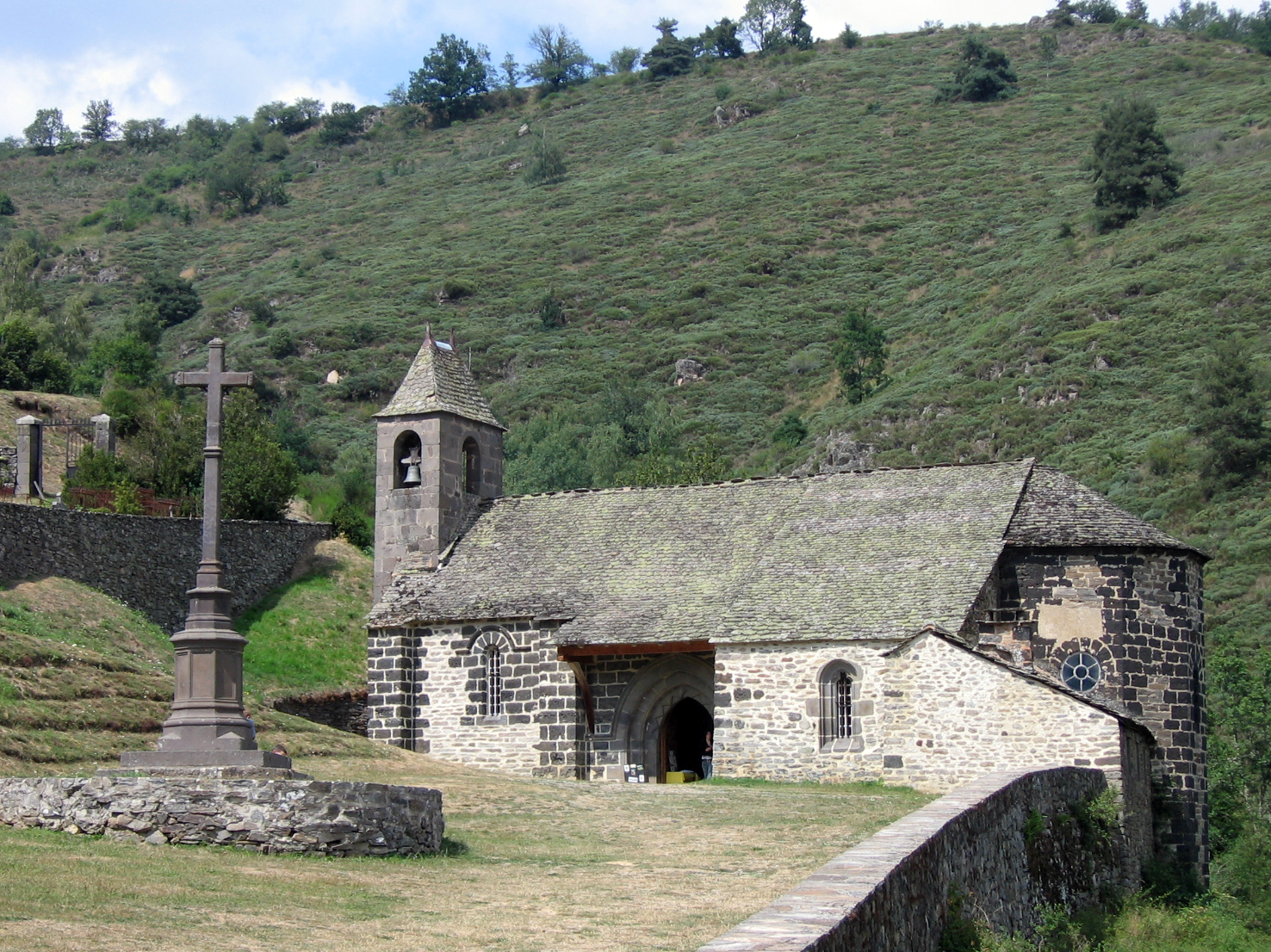
La chapelle Saint-Illide.

## Tournages
- Le château apparaît dans un des plans de La Grande Vadrouille, lors de la poursuite du camion de Bourvil et Louis de Funès par des motards allemands.
- Une partie du film Un homme de trop de Costa-Gavras, qui se passe dans un maquis, a été tournée sur le site du château.
- L'Extraterrestre de Didier Bourdon.